# Тіт Анній Луск Руф
Тіт А́нній Луск Руф (лат. Titus Annius Luscus Rufus; 171 до н. е. — після 128 до н. е.) — політичний і державний діяч Римської республіки, консул 128 року до н. е.

## Життєпис
Походив з плебейського роду Аннієв. Син Тіта Аннія Луска, консула 153 року до н. е. У 144 році до н. е. займав посаду монетарія. У 131 році до н. е. став претором. На цій посаді побудував дорогу від Капуї до Регія.
У 128 році до н. е. його було обрано консулом разом з Гнеєм Октавієм. Подальша доля Тіта Аннія невідома.

## Родина
Сини:
- Тіт Анній
- Гай Анній Луск.

Дочка
- Аннія, дружина Гая Папія Цельса.